# Pourrain

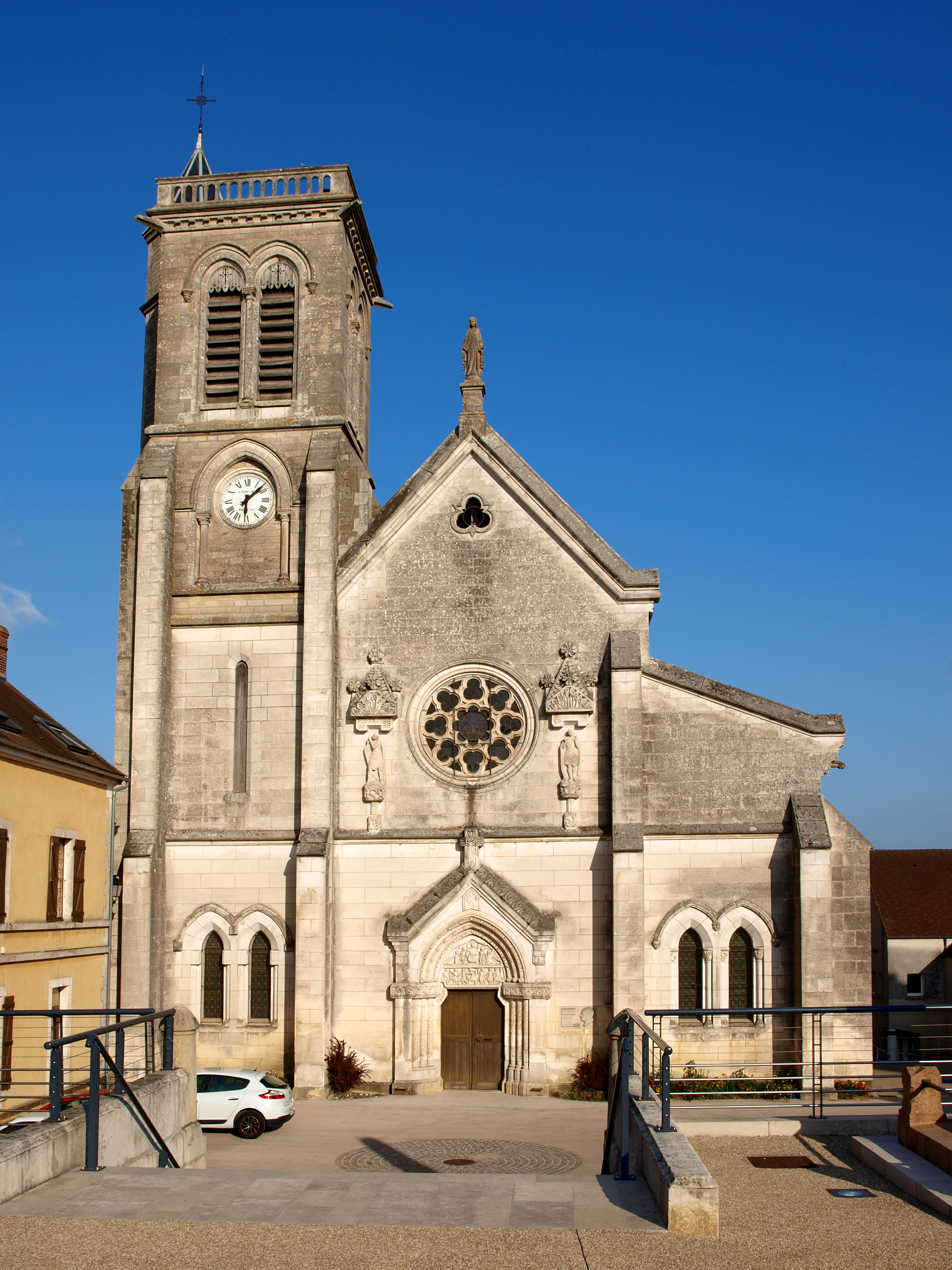
Kerk

Pourrain is een gemeente in het Franse departement Yonne (regio Bourgogne-Franche-Comté) en telt 1305 inwoners (1999). De plaats maakt deel uit van het arrondissement Auxerre.

## Geografie
De oppervlakte van Pourrain bedraagt 23,9 km², de bevolkingsdichtheid is 54,6 inwoners per km².
De onderstaande kaart toont de ligging van Pourrain met de belangrijkste infrastructuur en aangrenzende gemeenten.

## Demografie
Onderstaande figuur toont het verloop van het inwonertal (bron: INSEE-tellingen).